# Castilenti
Castilenti (Castilinde in dialetto locale) è un comune italiano di 1 294 abitanti della provincia di Teramo in Abruzzo. Faceva parte della Comunità montana del Vomano, Fino e Piomba.

## Storia
Le origini sono molto antiche, come testimoniato da rinvenimenti archeologici in località Casabianca, venne scoperta una tomba italica con corredo funebre risalente all'epoca ellenistica del III-II secolo a.C., mentre un tempio venne rinvenuto in contrada San Romualdo, e in Colle San Pietro una necropoli italica.
La presenza di coloni Romani è data anche dal ritrovamento di una villa in contrada Fonte Pisciarello, mentre resti di costruzioni alto-medievali, le prime fortificazioni contro i Saraceni, sono stati rinvenuti in contrada Fano-San Savino e Colle Marciano. Il primitivo toponimo del paese è Castrum Lentius, dal nome del possidente probabilmente. Non è citata nel Catalogus baronum del XII secolo, ma il paese è documentato nel 1252 con l'insediamento di Case Egler, detto "Castilenti vecchio", che corrisponderebbe all'abitato romano. Il feudo in seguito nel XVII-XVIII secolo passò ai De Sterlich, che edificarono il palazzo marchesale sopra il vecchio castello, rimanendone in possesso sino al 1806.
Dopo l'abolizione francese del feudalesimo, Castilenti divenne municipio, non senza incontrare le ostilità della famiglia De Sterlich, venendo incluso nel distretto di Teramo.

## Monumenti e luoghi d'interesse

### Architetture religiose
- Chiesa di Santa Vittoria Vergine e Martire: chiesa parrocchiale, era esistente sin dal XIV secolo, anche se nei secoli a seguire ha subito vari rifacimenti, sicché oggi si presenta in veste settecentesca, come testimonia la data del restauro cospicuo del 1796. Un nuovo restauro conservativo è stato effettuato nel 2006. La chiesa ha copertura a capanna, sulla facciata si apre un portale ad arco a sesto ribassato, incorniciato in laterizio a vista. Nella parete alta un finestrone centrale in asse dà luce all'interno, ed è sovrastato da un orologio civico. Dietro si trova il campanile a torretta, con cuspide piramidale. L'interno a navata unica è barocco, con volta a botte lunettata, e abside semicircolare. Lungo i lati si trovano le cappelle con altarini, separate da paraste corinzie. Sulla controfacciata si trova la cantoria con l'organo a canne, e una lapide della Croce delle Indulgenze, concessa da papa Leone XIII nel 1901.
- Chiesa di San Rocco: seconda chiesa del centro, risale al XVII secolo, sede della Confraternita di San Rocco di Montpellier: la cappella ha pianta rettangolare con soffitto a capanna, rivestita all'esterno in laterizio a vista e intonaci bianchi. Sulla facciata marcata dalle lesene e dalla cornice marcapiano, si trovano il portale sovrastato da una finestra, e in cima alla copertura, in posizione centrale, da un campanile a vela. L'interno è a navata unica, molto semplice, con copertura a volta a botte.
- Convento di Santa Maria di Oliveto: si trova sulla vallata del fiume Fino. Il monastero consta di un'abbazia, sorta nel 1598 presso il Piano di Campli, donato alla famiglia De Sterlich dalla municipalità, al padre provinciale dei Frati Minori Osservanti. Vi sorgeva la cappella di Santa Maria di Loreto, accorpata nel convento che vi venne eretto, e che fu soppresso nel 1811, riaperto nel 1819 ma rimasto in alternanza tra abbandono e chiusura, sino alla nuova soppressione nel 1867. La facciata della chiesa è preceduta da un portico ad arcate, dal quale si accede mediante il portale centrale a tutto sesto, decorato da colonnine in laterizio, con affresco nella lunetta. Il chiostro attiguo è del XVII secolo, decorato anch'esso da affreschi parietali con le storia della Vergine, di San Francesco e San Bernardino da Siena. L'interno a navata unica mostra un soffitto ligneo a cassettoni, e un organo presso la cantoria di scuola napoletana, realizzato nel XVIII secolo.

### Architetture militari
- Palazzo De Sterlich o Castello: risalirebbe al XIII secolo, ma fu completamente trasformato quando il feudo passò al Marchese De Sterlich, che lo possedette sino al XIX secolo. Dopo l'abolizione del feudalesimo, il discendente De Sterlich ingaggiò una lotta contro la municipalità nel 1848 per rivendicare il possedimento, sicché il 26 giugno 1848 i contadini si ribellarono e assaltarono il palazzo. Il palazzo risalirebbe al 1501, come documentato dall'iscrizione su un mattone della facciata, e come vuole una leggenda locale fu costruito con 300 schiavi del marchese. Il palazzotto ha pianta quadrangolare allungata, circondato da un cortile interno, diverse stanze interne disposte su due piani accessibili dallo scalone monumentale. All'interno entrando dall'accesso maggiore, si intravede l'atrio con la volta a crociera, decorato dallo stemma gentilizio.

### Architetture civili
- Fontana Vecchia: appena fuori dal centro, è in mattoni, risalente al XVI secolo. La fontana è incassata in una nicchia, caratterizzata da un arco a tutto sesto, che poggia su un parapetto, al centro del quale c'è un mascherone che getta l'acqua dalla bocca. Su ognuna delle due colonnine laterali in laterizio, c'è una lapide su cui c'è in rilievo la figura di un tritone attorcigliato a un tridente, simbolo della divinità di Poseidone.

## Società

### Evoluzione demografica
Abitanti censiti

### Tradizioni
- Festa patronale di Santa Vittoria: il 23 dicembre.

## Amministrazione
| Periodo           | Periodo           | Primo cittadino    | Partito                                       | Carica                    | Note        |
| ----------------- | ----------------- | ------------------ | --------------------------------------------- | ------------------------- | ----------- |
| 20 novembre 1994  | 25 maggio 2003    | Emidio Collemaggio | Lista civica di centro-destra                 | Sindaco                   | [ 5 ] [ 6 ] |
| 26 maggio 2003    | 11 settembre 2007 | Guerino Cilli      | Lista civica di centro-destra                 | Sindaco                   | [ 7 ]       |
| 12 settembre 2007 | 14 aprile 2008    | Maurizio Ianieri   |                                               | Commissario straordinario | [ 8 ]       |
| 15 aprile 2008    | 26 maggio 2013    | Guerino Cilli      | Lista civica Progetto Castilenti innovativo   | Sindaco                   | [ 9 ]       |
| 27 maggio 2013    | 9 giugno 2018     | Alberto Giuliani   | lista civica PrimaVera politica               | Sindaco                   | [ 10 ]      |
| 10 giugno 2018    | 29 aprile 2024    | Alberto Giuliani   | lista civica Prima vera politica castilentese | Sindaco                   | [ 11 ]      |

### Gemellaggi
- Bad Grönenbach